# Lista de episódios de Alcatraz (telessérie)
Está é uma lista dos episódios da série de televisão Alcatraz.

## Geral
| Temporada | Temporada | Nº de episódios | Primeiro episódio     | Último episódio     | Lançamento em DVD | Lançamento em DVD |
| Temporada | Temporada | Nº de episódios | Primeiro episódio     | Último episódio     | Região 1          | Região 4          |
| --------- | --------- | --------------- | --------------------- | ------------------- | ----------------- | ----------------- |
|           | 1ª        | 13              | 16 de janeiro de 2012 | 26 de março de 2012 |                   |                   |

## Primeira temporada
| # | Título                | Dirigido por   | Escrito por                                                                      | Exibição            | Exibição                | Exibição                | Espectadores nos EUA (milhões) |
| # | Título                | Dirigido por   | Escrito por                                                                      | Estados Unidos      | Brasil                  | Portugal                | Espectadores nos EUA (milhões) |
| --- | --------------------- | -------------- | -------------------------------------------------------------------------------- | ------------------- | ----------------------- | ----------------------- | ------------------------------ |
| 1 | "Pilot"               | Danny Cannon   | Steven Lilien, Bryan Wynbrandt e Elizabeth Sarnoff                               | 16 de março de 2012 | 16 de janeiro de 2012   | 23 de janeiro de 2012   | 10,05                          |
| Anos após todos os prisioneiros de Alcatraz misteriosamente desaparecerem, o Agente Emerson Hauser do FBI e a Detetive Rebecca Madsen são levados ao caso de Jack Sylvane, que está cometendo uma série de assassinatos. Mais tarde eles descobrem que Sylvane era de fato um dos prisioneiros na antiga prisão. Aliados ao perito na História de Alcatraz, o Doutor Soto, Hauser e Madsen correm para parar Sylvane e resolver o mistério de Alcatraz. |                       |                |                                                                                  |                     |                         |                         |                                |
| 2 | "Ernest Cobb"         | Jack Bender    | Alison Balian                                                                    | 23 de março de 2012 | 16 de janeiro de 2012   | 30 de janeiro de 2012   | 10,05                          |
| Ernest Cobb (Joe Egender), outro prisioneiro de Alcatraz, está agora matando pessoas utilizando um rifle sniper. Madsen e Hauser tentam pará-lo antes que ele mate mais gente. |                       |                |                                                                                  |                     |                         |                         |                                |
| 3 | "Kit Nelson"          | Jack Bender    | Jennifer Johnson                                                                 | 30 de março de 2012 | 23 de janeiro de 2012   | 6 de fevereiro de 2012  | 9,03                           |
| Um assassino em série de crianças, que sequestra suas vítimas e retorna seus corpos para casa, reaparece do passado. Dr. Soto mostra seu valor ao sugerir pistas para a captura do assassino. Além disso, um segredo do passado do Dr. Soto é revelado. |                       |                |                                                                                  |                     |                         |                         |                                |
| 4 | "Cal Sweeney"         | Brad Anderson  | Robert Hull                                                                      | 6 de abril de 2012  | 30 de janeiro de 2012   | 13 de fevereiro de 2012 | 8,44                           |
| Um ladrão de bancos do passado provoca sua perseguição no presente e coloca Rebecca numa situação difícil. |                       |                |                                                                                  |                     |                         |                         |                                |
| 5 | "Guy Hastings"        | Charles Beeson | Steven Lilien e Bryan Wynbrandt                                                  | 13 de abril de 2012 | 6 de fevereiro de 2012  | 20 de fevereiro de 2012 | 6,91                           |
| Um guarda de Alcatraz reaparece e encontra-se com Ray, que Rebecca suspeita que o guarda possa estar usando para rastrear seu avô. |                       |                |                                                                                  |                     |                         |                         |                                |
| 6 | "Paxton Petty"        | Paul Edwards   | Roteiro: Steven Lilien, Bryan Wynbrandt e Robert Hull História: Jennifer Johnson | 20 de abril de 2012 | 13 de fevereiro de 2012 | 27 de fevereiro de 2012 | 6,24                           |
| Quando Hauser, Madsen, and Soto rastreiam um antigo prisioneiro, Paxton Petty (James Pizzinato), um terrorista que usa minas terrestres que retornou e está colocando bombas em populosas áreas de São Francisco, métodos do passado são aplicados no presente. |                       |                |                                                                                  |                     |                         |                         |                                |
| 7 | "Johnny McKee"        | Brad Turner    | Toni Graphia                                                                     | 27 de abril de 2012 | 20 de fevereiro de 2012 | 5 de março de 2012      | 5.98                           |
| Madsen, Soto e Hauser perseguem Johnny McKee (Adam Rothenberg), um antigo prisioneiro em Alcatraz e assassino com conhecimentos em química, que retornou e está envenenando pessoas em São Francisco, em especial um certo estereótipo que o faz lembrar de um episódio doloroso de seu passado. |                       |                |                                                                                  |                     |                         |                         |                                |
| 8 | "Clarence Montgomery" | Jack Bender    | Leigh Dana Jackson                                                               | 4 de maio de 2012   | 27 de fevereiro de 2012 | 12 de março de 2012     | 5.07                           |
| Clarence Montgomery, o único homem inocente em Alcatraz, retorna aos dias presentes cometendo crimes. Mais detalhes sobre as experiências que foram realizadas em Alcatraz são revelados. |                       |                |                                                                                  |                     |                         |                         |                                |
| 9 | "The Ames Brother"    | Nick Copus     | Robert Hull                                                                      | 11 de maio de 2012  | 5 de março de 2012      | 19 de março de 2012     | 5.82                           |
| Os irmãos Ames, prisioneiros de Alcatraz no passado e conhecidos por idealizarem planos geniais, retornam aos dias presentes e ainda buscam por algo na Alcatraz dos dias presentes. |                       |                |                                                                                  |                     |                         |                         |                                |
| 10 | "Sonny Burnett"       | Paul Edwards   | Roteiro: Toni Graphia & Robert Hull História: Toni Graphia                       | 18 de maio de 2012  | 5 de março de 2012      | 26 de março de 2012     | 5.47                           |
| Sonny Burnett, antigo sequestrador astuto e destemido, retorna aos dias presentes em busca de vingança. Enquanto isso, a conexão entre Rebecca, Tommy e Ray é novamente explorada. |                       |                |                                                                                  |                     |                         |                         |                                |
| 11 | "Webb Porter"         | Jack Bender    | Steven Lilien & Bryan Wynbrandt                                                  | 25 de maio de 2012  | 19 de março de 2012     | 2 de abril de 2012      | 5.04                           |
| Mandado para Alcatraz por matar a mãe, que tentou afogá-lo quando ele era mais jovem, o ex-prisioneiro violinista Webb Porter resurge e acaba contribuindo de forma decisiva com os interesses de Hauser. |                       |                |                                                                                  |                     |                         |                         |                                |
| 12 | "Garrett Stillman"    | Eagle Egilsson | Leigh Dana Jackson & Coleman Herbert                                             | 1 de junho de 2012  | 26 de março de 2012     | 9 de abril de 2012      | 4.78                           |
| Doc e Rebecca estão próximos a um homem, que pode ser a chave para revelar os segredos por trás de todos os criminosos que retornaram. Enquanto isso, Hauser faz uma descoberta debaixo dos aposentos de Alcatraz que revela mais da verdade. |                       |                |                                                                                  |                     |                         |                         |                                |
| 13 | "Tommy Madsen"        | Aaron Lipstadt | Daniel Pyne & Jennifer Johnson                                                   | 8 de junho de 2012  | 26 de março de 2012     | 16 de abril de 2012     | 4.75                           |
| Finalmente o encontro entre avô e neta Madsen acontece. |                       |                |                                                                                  |                     |                         |                         |                                |